# Kryštof Lichtenberg
Kryštof Lichtenberg (* 30. listopadu 2002 Mělník) je český fotbalista a brankář, který hraje za Mladou Boleslav, ze které je na hostování ve Zbrojovce Brno. Hrál také za Chlumec nad Cidlinou, Most-Souš a Varnsdorf.